# La Victoire du cœur
Pour les articles homonymes, voir Smilin' Through.

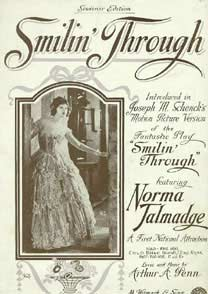
Affiche de Smilin' Through

La Victoire du cœur (Smilin' Through) est un film américain réalisé par Sidney Franklin et sorti en 1922.
Sidney Franklin en fera une nouvelle version en 1932, intitulée Chagrin d'amour.

## Fiche technique
- Titre : La Victoire du cœur
- Titre original : Smilin' Through
- Réalisation : Sidney Franklin
- Scénario : James Ashmore Creelman, d'après une pièce de Jane Cowl
- Pays de production :  États-Unis
- Langue : anglais
- Durée : 96 minutes
- Date de sortie : 
  - États-Unis : 13 février 1922

## Distribution
- Norma Talmadge : Kathleen/ Moonyeen
- Harrison Ford : Kenneth Wayne/Jeremiah Wayne
- Wyndham Standing : John Careret
- Alec B. Francis : Dr. Owen
- Glenn Hunter : Willie Ainsley
- Grace Griswold : Ellen
- Miriam Batista : Lil Mary
- Gene Lockhart : le chef du village